# Din iad (film din 1988)
Polițistul maniac (titlu original: Maniac Cop - cu sensul de Polițistul maniac) este un film american din 1988 regizat de William Lustig. Este creat în genurile film de acțiune, slasher. Rolurile principale au fost interpretate de actorii Tom Atkins, Bruce Campbell, Laurene Landon, Richard Roundtree, William Smith, Robert Z'Dar și Sheree North. Scenariul este scris de Larry Cohen. A fost lansat pe 13 mai 1988 și a avut încasări de 671 382 de dolari la un buget de 1,1 milioane de dolari. În ciuda recenziilor negative, Maniac Cop a devenit un film cult. A avut două continuări: Maniac Cop 2 (1990) și  Maniac Cop III: Badge of Silence (Somnul tacerii, 1993).

## Distribuție
- Bruce Campbell - Officer Jack W. Forrest, Jr.
- Tom Atkins - Detective Lieutenant Frank McCrae
- Laurene Landon - Officer Theresa Mallory
- Richard Roundtree -  Commissioner Pike
- William Smith - Captain Ripley
- Robert Z'Dar - Officer Matthew Cordell
- Nina Arvesen - s Regina Sheperd
- Sheree North - Officer Sally Noland
- Victoria Catlin - Ellen Forrest
- Ron Holmstrom (nemenționat) - Building Superintendent

## Producție
Cheltuielile de producție s-au ridicat la 1,1 milioane $.

## Lansare și primire
"Maniac Cop" a fost lansat în 13 mai 1988. A rulat în 50 de cinematografe și a avut încasări totale de 671.382 $.
Filmul va fi refăcut sub regia lui John Hyams.